# Aziz Sancar
Aziz Sancar, (Savur, provincija Mardin, Turska, 8. rujna 1946.), je tursko-američki znanstvenik.  Dobitnik je Nobelove nagrade za kemiju u 2015. godini zajedno s Tomasom Lindahlom i Paulom Modrichem, "za radove na otkrivanju načina na koji stanice obnavljaju oštećeni DNK".
Sancar je završio studij medicine na Sveučilištu u Istanbulu 1969. Doktorirao je 1977. na Sveučilištu u Texasu. Profesor je na Sveučilištu North Carolina School of Medicine u Chapel Hillu.